# Parietaler Assoziationscortex
Der parietale Assoziationscortex ist ein Bereich der Großhirnrinde. Er liegt im Bereich des Parietallappens (Scheitellappen) hinter dem somatosensiblen Cortex und weist feingeweblich eine typische Struktur (homotypische isocorticale Histologie) auf. Nach Brodmann werden ihm die zytoarchitektonischen Areale 7, 39 und 40 zugeordnet.
Aufgabe des parietalen Assoziationscortex ist wahrscheinlich die räumliche Integration, somit spielt er auch eine gewisse Rolle bei der Erstellung motorischer Programme (→ Motorcortex). Die nicht sprachdominante Hemisphäre (Hirnhälfte – in aller Regel die rechte) ist meist der anderen funktionell überlegen. Isolierte Ausfallerscheinungen führen zu neuropsychologischen Phänomenen wie dem Hemineglect (einseitige Raumwahrnehmungsstörung) und der Astereognosie (Unfähigkeit, Objekte taktil zu erkennen).